# 긴코반디쿠트
긴코반디쿠트(Perameles nasuta)는 오스트레일리아에서 발견되는 반디쿠트의 일종이다. 몸길이는 약 40cm로 동부가로무늬반디쿠트와 사막반디쿠트를 포함하고 있는 반디쿠트속 중에서 가장 큰 종이다. 야행성 동물이자 잡식동물으로 밤에 나와 활동하며 균류·식물·절지동물 등을 즐겨 먹는다.

## 분포
퀸즐랜드주의 케이프요크반도부터 뉴사우스웨일스주와 빅토리아주에 이르는 오스트레일리아의 동부 해안을 따라 분포한다.